# Bitwa pod Tripstadt
Bitwa pod Tripstadt – starcie zbrojne, które miało miejsce 13 lipca 1794 roku podczas wojny Francji z pierwszą koalicją.

## Wstęp
W lipcu 1794 roku młoda Republika Francuska prowadziła wojnę od dwóch lat, w ciągu których sytuacja zmieniła się zdecydowanie. Po początkowych niepowodzeniach sytuacja zmieniła się na korzyść Francji wkrótce po tym, jak na czele Ministerstwa Wojny (właściwie wydziału wojny Komitetu Ocalenia Publicznego) stanął Lazare Carnot. Na skutek masowego poboru do wojska łączna liczebność frontowych wojsk francuskich osiągnęła stan 800 000 żołnierzy, a łączna liczba ludzi powołanych pod broń – 1.4 do 1.6 miliona. Siły te podzielono na 13 głównych armii polowych.
Największą z tych armii była Armia Renu, która w lipcu 1794 roku liczyła około 115 000 żołnierzy dowodzonych przez generała Michauda. Armia Renu rozlokowana była na długim, 70-kilometrowym froncie, a naprzeciwko niej znajdowała się armia austriacko-prusko-saska licząca 70 000 żołnierzy dowodzonych przez feldmarszałka von Möllendorfa. Armia sprzymierzonych zajmowała silna pozycję na wzgórzach, a w okolicach jej centrum znajdowało się miasto Tripstadt.

## Bitwa
Generał Michaud 2 lipca ruszył do natarcia na całym froncie, jednak francuska armia wszędzie została zatrzymana. Wyjątkiem był młody dowódca dywizji Louis Desaix, któremu udało się zepchnąć prawe skrzydło armii sprzymierzonych. Jednak sukces ten spowodował, że dywizja Desaixa znalazła się w izolacji i nie mając wsparcia nie zdołała oprzeć się kontratakowi księcia Badenii i Blüchera. W końcu zmuszona została do odwrotu, ponosząc przy tym ciężkie straty w liczbie 1 000 żołnierzy. Na koniec dnia obie armie zajmowały w przybliżeniu te same pozycje co przed walką.
W myśl rozkazów Carnota Michaud 13 lipca przeprowadził kolejną ofensywę. Po prawej stronie francuskiej linii generał Gouvion Saint-Cyr (przyszły marszałek napoleoński), wspierany przez ogień artylerii dywizji generała Desaixa, zdobył wioskę Kaiserslautern. W centrum pola bitwy korpus generała Taponniera wyparł pruski korpus księcia von Höhenlohe do Tripstadt, a w tym samym czasie na lewym skrzydle Francuzi rozdzielili linie wojsk sprzymierzonych tak, że generał Kalckreuth nie miał żadnych szans, by wesprzeć spychanego w centrum Höhenlohe. Atak Taponniera na Tripstadt okazał się decydujący dla dalszego przebiegu bitwy, gdyż dzięki niemu Austriacy nie potrafili wesprzeć wojsk pruskich.
Möllendorf rozkazał swym wojskom, by nocą z 13 lipca na 14 lipca przegrupowały się na wschodnim brzegu Renu, co oznaczało zakończenie pobytu wojsk sprzymierzonych na zachodnim brzegu. O godzinie 16:00 Kalckreuth i Höhenlohe w większości połączyli rozdzieloną przez Francuzów armię Möllendorf, jednak aż do września nie podejmowali prób odzyskania straconych pozycji. We wrześniu Höhenlohe zdołał złapać Michauda w pułapkę. Jednak ten późniejszy sukces nie przyniósł sprzymierzonym przywrócenia utraconych pozycji i na długi czas w działaniach obu armii nastąpiła stagnacja.